# علی کازرونی
میرزا علی کازرونی مشهور به لسان المله و صدرالاسلام (۱۲۴۷ ه.خ کازرون - اسفندماه ۱۳۱۲) بازرگان، نماینده مجلس شورای ملی و مبارز آزادی‌خواه ایرانی بود. تلاشهای او برای عمران و آبادی جنوب و توجه به خلیج فارس و مبارزه با نفوذ استعمار، چهره‌ای برجسته از او ساخت.

## زندگی‌نامه
پدرش میرزا حسین نام داشت. از دوازده سالگی در حجره حاج محمدحسن کازرونی در بوشهر شروع به کار کرد و همزمان در مدارس قدیمه تحصیل می‌کرد. از شانزده سالگی خودش مستقلا به تجارت پرداخت. او خیلی زود طرف اعتمادد بازرگانان داخلی و خارجی شد. صداقت و تقوای وی در کار و کمک او به حل اختلافات، برایش در بوشهر و دشستان محبوبیت آورد تا جایی که از نظر جایگاه اجتماعی، نفر اول جنوب ایران شد. 
میرزاعلی آقا در جریان نهضت مشروطه، کوشش فراوان کرد و و روزنامه اسلام را در شیراز منتشر می کرد. چون حکم نمایندگی ملا محمدکاظم آخوند خراسانی را داشت، مستبدین را در ادارات دولتی از کار برکنار کرد و مشروطه‌خواهان را به جایشان نشاند. پس از به توپ بسته شدن مجلس در سال ۱۲۸۷ و در دوران استبداد صغیر، علنا به مخالفت با محمدعلی شاه برخاست. 
کازرونی همچنین از دشمنان سرسخت انگلستان بود و در جنگ جهانی اول که انگلیسی‌ها بوشهر را تصرف کردند، به مبارزه با انگلیسی‌ها برخاست و قوائی برای جنگ با آنها تدارک دید. انگلیسی‌ها خانه و تجارتخانه میرزا علی آقا را غارت و قصد جانش را کردند و او بناچار از بوشهر گریخت و مدتی در شیراز مخفی شد تا سرانجام خود را به تهران رساند. پس از پایان جنگ جهانی اول به بوشهر بازگشت  و در سال ۱۳۰۰ به نمایندگی از این شهر به مجلس شورای ملی رفت. در دوره بعد (پنجم) نیز بر کرسی نمایندگی بوشهر نشست و عضو جناح اقلیت و از مخالفان فعال رضاخان سردارسپه بود. 

## استیضاح رضا‌خان
در اواخر تیر ۱۳۰۳ که با کشته شدن کنسول امریکا در تهران، سردارسپه حکومت نظامی در پایتخت برقرار کرد، کازرونی یکی از نمایندگانی بود که طرح استیضاح او را امضا کردند. مبتکران اولیه استیضاح غیر از کازرونی عبارت بودند از: سید حسن مدرس، سید‌ ابوالحسن حائری‌زاده، حاجی اسماعیل عراقى، احمد اخگر، ملک‌الشعراء بهار و سید حسن زعیم. مواد استیضاح از این قرار بود: «سوء سیاست نسبت به داخله و خارجه‏، قیام و اقدام بر ضد قانون اساسى و حکومت مشروطه و توهین به مجلس شورأى ملى، تحویل ندادن اموال مقصرین و غیره به خزانه دولت». صبح ۲۸ امرداد که قرار بود رضاخان و اعضای دولتش در مجلس حاضر و استیضاح شوند، هوادارانش جلو مجلس جمع شدند و به نمایندگان استیضاح کننده هجوم بردند. داخل مجلس نیز، این نمایندگان آماج حمله هواداران رضاخان شدند که به تشنج و تعطیل جلسه و عقب افتادن آن به عصر انجامید. هنگامی که مدرس و کازرونی از مجلس بیرون رفتند، باز هم جمعیت هوادار رضاخان به آن دو حمله و بشدت لت و کوبشان کردند. در جلسه عصر، مدرس و کازرونی و حائری زاده به مجلس نرفتند و ملک‌الشعرای بهار به نمایندگی از استیضاح‌کنندگان در مجلس حاضر و نطقی در اعتراض به وقایع آن روز کرد که با طعنه و مخالفت نمایندگان اکثریت، از جمله سلیمان میرزا روبرو شد. در نتیجه، ملک‌الشعرا و همفکرانش تصمیم گرفتند استیضاح مسکوت گذاشته شود اما رضاخان از مجلس رأی اعتماد خواست و گفت:

«براى دولت تکلیف لازم است. اگر اقلیت هر روز به یک عنوانى اسباب زحمت دولت را فراهم کند براى دولت پیشرفت ندارد ... دولت متکى به اکثریت است، اگر اکثریت دارد برود عقب خدمت خودش و اگر هم ندارد تکلیف خودش را بفهمد ... رأى اعتماد با هر چه مى‌خواهید بگیرید. با سیاه سفید. قرمز، هر چه می‌خواهید بگیرید. تقاضاى ما معین شدن تکلیف ماست». 

با خروج نمایندگان اقلیت از جلسه، نمایندگان به اتفاق به دولت رضاخان رأی اعتماد دادند. 

## مخالفت با نام‌های ایرانی ماههای گاهشمار رسمی
در ۲۷ اسفند ۱۳۰۳ که طرح تغییر نام ماههای سال به ماههای ایرانی در مجلس مطرح شد، کازرونی مخالفت کرد و خواهان ادامه برقراری نامهای عربی بروج (حمل، ثور، جوزا ... ) شد و گفت: «الفاظ عربى یک زبان بین‌المللى براى قاطبه مسلمین است و با این فقر و احتیاج لغتى که ما داریم، این کار براى ما زیاد است». 

## درگذشت
پس از به پادشاهی رسیدن رضاشاه، کازرونی به نمایندگی بندر عباس انتخاب شد و در دوره‌های ششم تا نهم در مجلس حضور داشت و همچون گذشته از نمایندگان فعال مجلس بود تا اینکه از آذر ۱۳۱۲ بیمار شد و به مجلس نرفت و در اوائل اسفند درگذشت. حسین دادگر رئیس مجلس شورای ملی هنگام اعلام خبر درگذشت کازرونی، او را «مردى باوفا، رفیقى باثبات، وکیلى باتقوى و ایرانى وطن‌پرست» توصیف کرد و گفت: 

«این مرد محترم، داراى اوصاف خوب بود ولى بنده می‌خواهم از یک صفت ممتازه و یک فضیلت مخصوص ایشان صحبت کنم. این مرد، خداپرست و با ایمان بود. چون بنیان و ریشه فکر او بر این اصل محکم تکیه داشت، مردى درخور اعتماد و شایسته احترام بود». 